# Starfish Prime

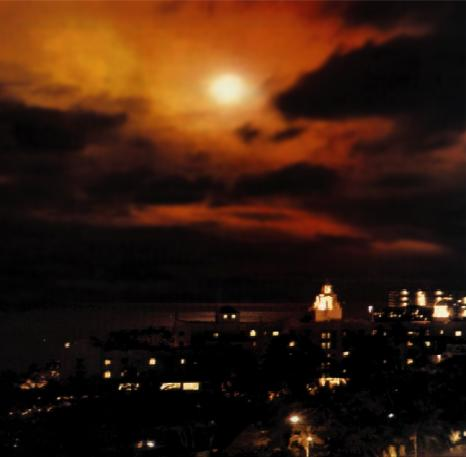
Błysk eksplozji widziany przez cienką pokrywę chmur w Honolulu (w odległości 1445 km od wybuchu)

Starfish Prime – amerykański test bomby termojądrowej przeprowadzony na dużej wysokości 9 lipca 1962 roku, w ramach operacji Fishbowl. Wyniesiona za pomocą rakiety Thor termonuklearna głowica jądrowa (wyprodukowana przez Los Alamos National Laboratory) eksplodowała na wysokości 400 kilometrów, w odległości 31 kilometrów na południowy zachód od wyspy Johnston.
Rzeczywista moc bomby była bardzo zbliżona do zaprojektowanej. Różne źródła podają wartości od 1,4 do 1,45 megaton.

## Przebieg i skutki

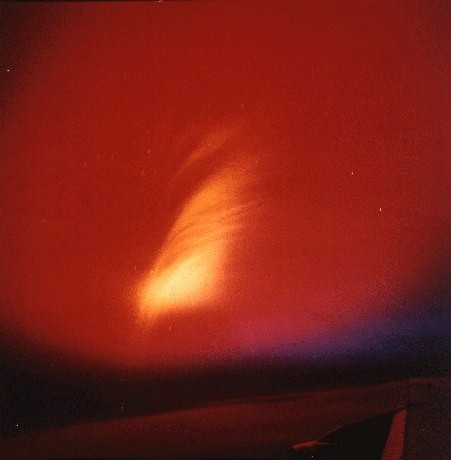
Kula ognia zniekształcona przez pole magnetyczne Ziemi wraz z otaczającą ją łuną

Rakieta Thor niosąca głowicę Starfish Prime osiągnęła maksymalną wysokość około 1100 km i po opadnięciu na wysokość 400 km została zdetonowana. Głowica atomowa wybuchła 13 minut i 41 sekund po starcie rakiety Thor z wyspy Johnston Island. W wyniku wybuchu Starfish Prime powstał impuls elektromagnetyczny, który był znacznie większy niż się spodziewano – przyrządom pomiarowym zabrakło skali i nie można było uzyskać dokładnych pomiarów. Impuls elektromagnetyczny wywołał uszkodzenia urządzeń elektrycznych na Hawajach oddalonych o około 1445 km. Zgasło około 300 lamp ulicznych, włączyło się wiele alarmów antywłamaniowych, zostały uszkodzone mikrofalowe linie telefoniczne. Zostały przerwane połączenia telefoniczne między Kauaʻi a innymi wyspami hawajskimi.
Skutki testu Starfish Prime okazały się być bardziej długotrwałe. Eksplozja wprowadziła do magnetosfery Ziemi dużą ilość cząstek naładowanych, które ziemskie pole magnetyczne rozciągnęło wokół planety, tworząc sztuczny pas radiacyjny. Doprowadziło to do uszkodzenia kilku satelitów krążących na niskiej orbicie okołoziemskiej i zwiększenia zagrożenia promieniowaniem podczas załogowych lotów kosmicznych.